# Will Conlon
Will Conlon (né le 29 juillet 1975) est un acteur canadien anglophone (région de Toronto).
Il est principalement connu dans le milieu de la websérie, pour incarner Nathan Miller, rôle masculin principal de la websérie LGBT, Out With Dad maintes fois récompensée,,,.

## Filmographie
Cinéma
- 2013 - Blood Riders: The Devil Rides with Us : Gerhard

Téléfilms
- 2015 - Cooked : Bill

Séries télévisées
- 2013 - Rookie Blue (S4E05) : William Bouchard
- 2014 - Web of Lies (S1E01) : Wade Ridley

Webseries
- 2010- : Out With Dad (Saisons 1 & 2) : Nathan Miller (Version doublée retransmise sur France 4 - V.F. : Éric Aubrahn)[6]
- 2012 - Clutch (S2E01) : The Double Crosser (Le Doubleur)[7]
- 2013 - Versus Valerie (S1E03) : Randy[8]

## Nominations et distinctions
Will Conlon a obtenu les nominations et reçu les distinctions suivantes :

### 2011
2e Indie Soap Awards (2011) (un seul gagnant dans la même catégorie)
- Nominations[9] :
  - 1er Rôle Masculin Remarquable (Outstanding Lead Actor)  pour " Out with Dad "

LA Web Series Festival 2011 (prix multiples dans la même catégorie)
- 1er Rôle Masculin Remarquable dans une Série Dramatique (Outstanding Lead Actor in a Drama Series) : Will Conlon

### 2012
3e Indie Soap Awards (2012) (un seul gagnant dans la même catégorie)
- Nominations[10] :
  - Meilleur Acteur, Drame (Best Actor (Drama))  pour " Out with Dad "

LA Web Series Festival 2012 (prix multiples dans la même catégorie)
- Casting Remarquable dans un Drame (Outstanding Ensemble Cast in a Drama)  pour " Out with Dad " :
  - Kate Conway, Will Conlon, Lindsey Middleton, Corey Lof, Laura Jabalee, Darryl Dinn, Jacob Ahearn, Wendy Glazier, Robert Nolan.

2012 Indie Intertube (un seul gagnant dans la même catégorie)
- Meilleur Acteur dans un Drame (Best Actor in a Drama) pour " Out with Dad "

### 2013
4e Indie Soap Awards (2013) (un seul gagnant dans la même catégorie)
- Nominations[11]:
  - Meilleure Guest Star, Drame (Best Guest Appearance (Drama)) pour " Clutch "